# F11R
F11R (англ. F11 receptor; Junctional adhesion molecule A; CD321) — мембранный белок суперсемейства иммуноглобулинов, продукт гена человека F11R.

## Функции
Плотные контакты представляют собой важный компонент в межклеточной адгезии, которая играет критическую роль в образовании эпителиальных и эндотелиальных клеточных слоёв. Плотные контакты образуют «сшивку» между клетками, которая предотвращает свободное перемещение воды и растворённых веществ в околоклеточном пространстве. F11R — белок из суперсемейства иммуноглобулинов, важный регулятор сборки плотных контактов в эпителии. Кроме этого, F11R служит рецептором для реовирусов; лигандом интегрина LFA-1, который играет роль в лейкоцитарной трансмиграции, и лигандом тромбоцитов. Существует две изоформы белка.

## Структура
F11R состоит из 299 аминокислот, молекулярная масса 32,6 кДа.

## Взаимодействия
F11R связывается с MLLT4, CASK и TJP1/ZO-1.